# Wim Crouwel
Willem Hendrik Crouwel, noto come Wim Crouwel (Groningen, 21 novembre 1928 – Amsterdam, 19 settembre 2019), è stato un designer e grafico olandese.

## Biografia
Tra il 1947 e il 1949 studia arte alla Academie Minerva di Groningen. Successivamente studia tipografia alla Gerrit Rietveld Academie di Amsterdam.
Nel 1963 è uno dei fondatori dello studio di design Total Design, ora chiamato Total Identity. Dal 1964 si occupa del design di poster e cataloghi per le mostre al Stedelijk Museum di Amsterdam.
Nel 1967 ha disegnato il carattere tipografico New Alphabet, concepito per ovviare ai problemi generati dall'elaborazione dell'immagine del tubo catodico e dei primi monitor per computer. Tale carattere, secondo lo stesso Crouwel, era «troppo avanti e non concepito per essere impiegato realmente». Tuttavia, per quanto poco leggibile, il New Alphabet tornò in auge nel 1988 dopo che il designer Brett Wickens lo utilizzò per la copertina dell'album Substance dei Joy Division.  Altri caratteri disegnati da Crouwel sono il Fodor e il Gridnik.
Durante il suo periodo allo studio Total Design, disegna diversi loghi commerciali, solitamente caratterizzati da uno stile altamente geometrico e futuristico, come quello per la Rabobank, nel 1973.
Grande sostenitore del Movimento Moderno, il suo stile si distingue particolarmente per il sistematico uso di griglie di costruzione dentro le quali crea il soggetto. Tale metodo è lo stesso usato internazionalmente per il design dei caratteri tipografici. Crouwel è anche uno dei massimi promotori dell'uso del carattere Helvetica, elemento ricorrente e particolarmente adatto alle sue creazioni, in quanto caratterizzato da uno stile neutro, asettico e non legato al periodo in cui fu creato (1957).
Nel 1970 disegna il Dutch Pavilion per l'Expo '70 di Osaka, in Giappone.
Una delle sue più note creazioni sono i francobolli postali olandesi, rimasti in circolazione dal 1976 al 2002.
Oltre al suo lavoro di designer, Crouwel è stato anche professore e personaggio molto attivo nel campo educativo e civico. Negli anni cinquanta ha insegnato alla Royal Academy for Art and Design di 's-Hertogenbosch, attualmente la Akademie Voor Kunst en Vormgeving St. Joost, e alla Gerrit Rietveld Academie di Amsterdam.
Dal 1965 al 1985 ha collaborato col dipartimento di design industriale alla Delft University of Technology.
Dal 1987 al 1993 è stato professore di Storia e Arte alla Erasmus University di Rotterdam e direttore del Museum Boijmans Van Beuningen.

## Premi e riconoscimenti
- 1958-1966 – De H.N. Werkmanprijs
- 1965 – Frans Duwaerprijs
- 1991 – Piet Zwart Prize
- 1991 – Jan-Stankovsky-Preis (Germania)
- 2004 – BKVB Funds Oeuvre Award (Fondazione Nazionale per le Arti, il Design e l'Architettura)
- 2009 – Gerrit Noordzij Prize

## Galleria d'immagini

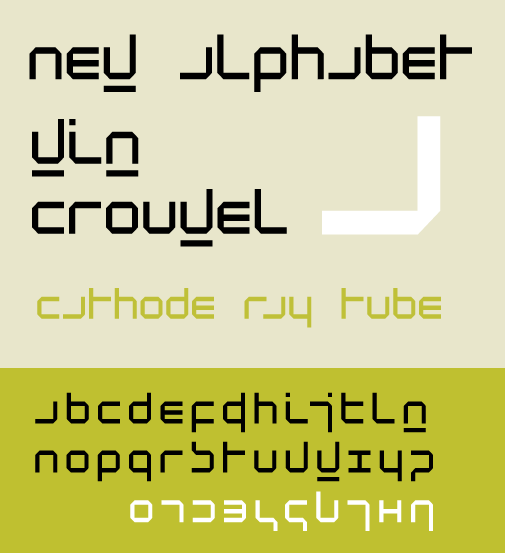
Carattere tipografico New Alphabet
Carattere tipografico Gridnik